# 龍潭收費站

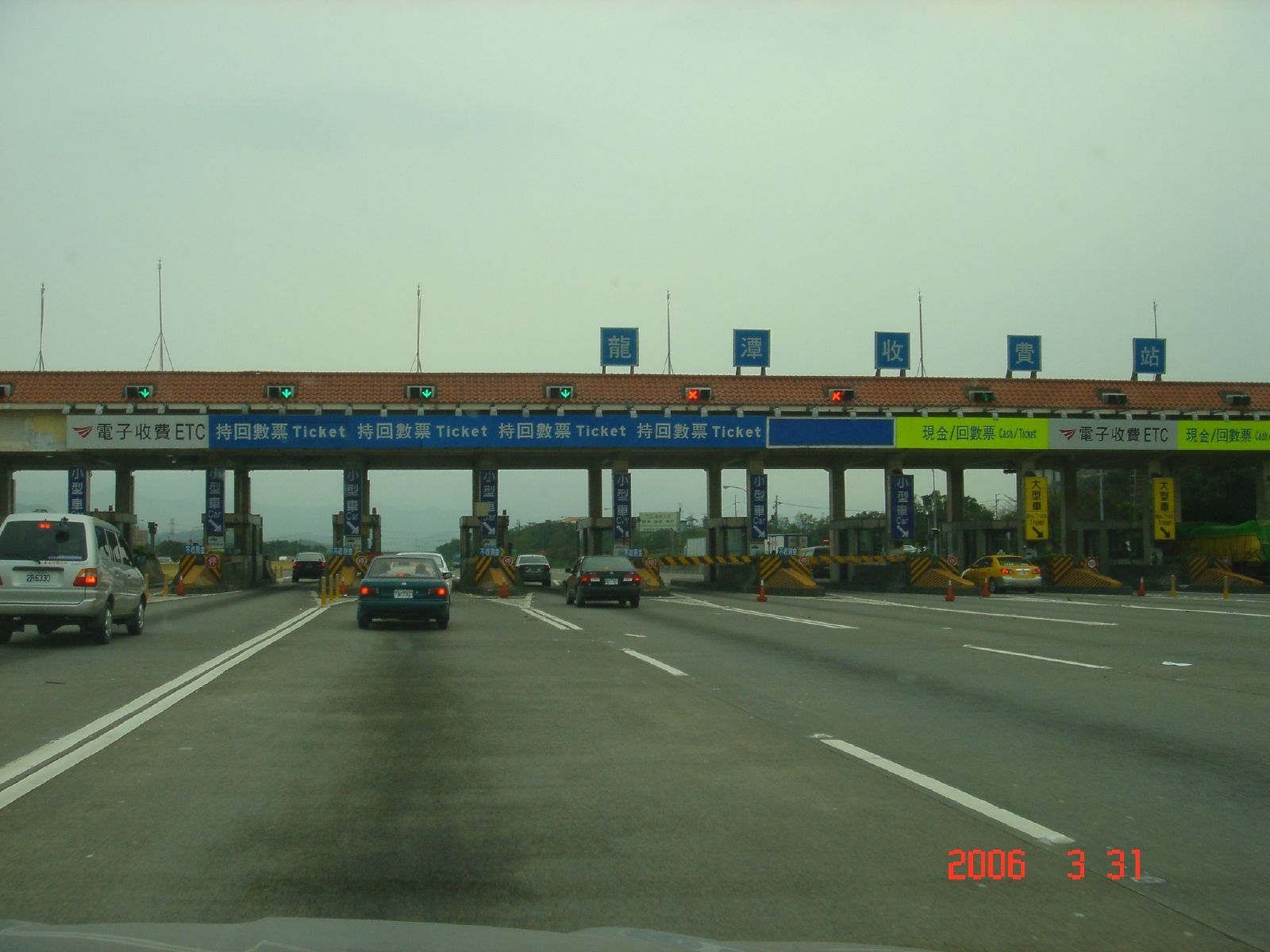
龍潭收費站（攝於2006年，現已拆除）

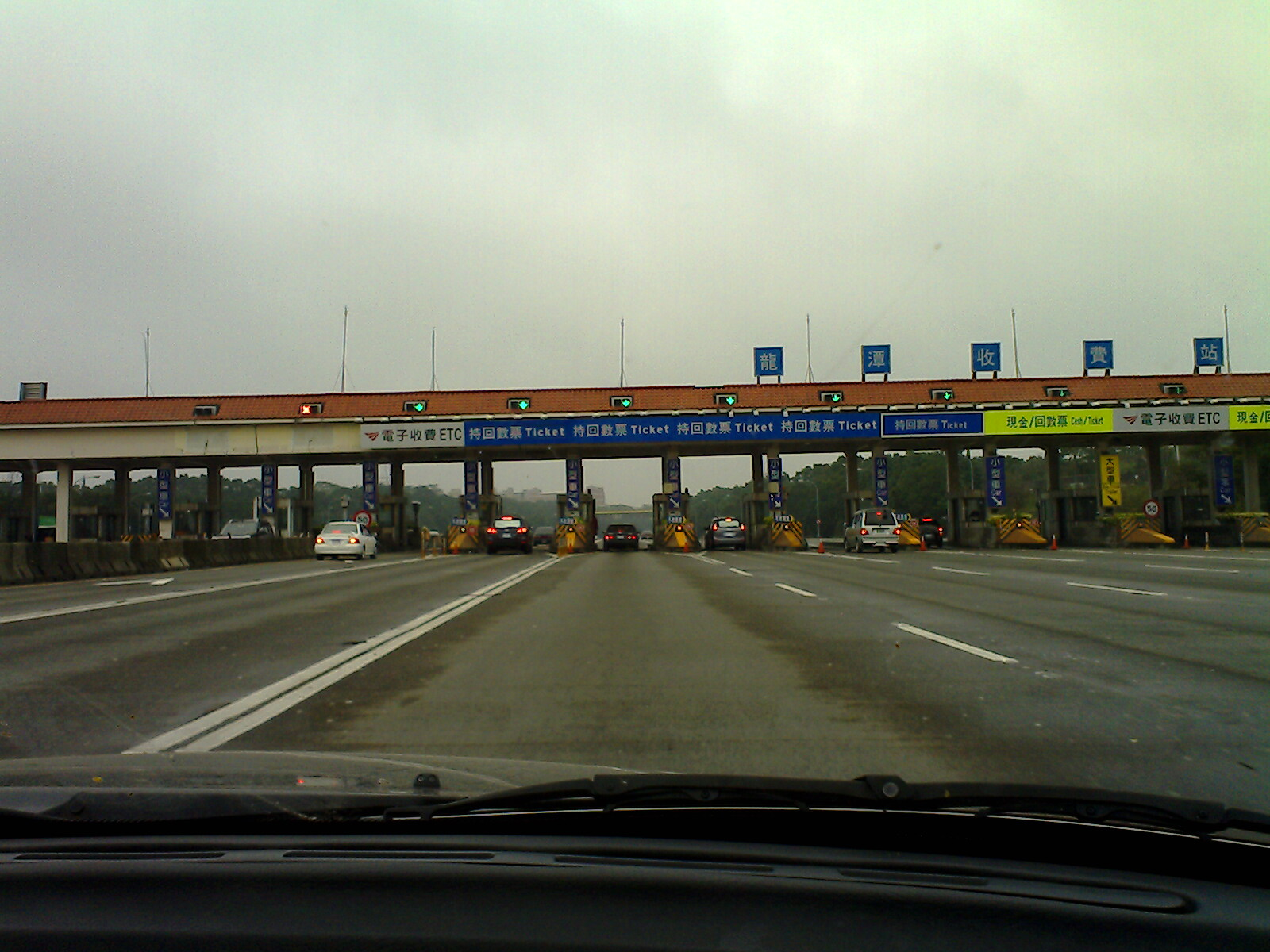
龍潭收費站（攝於2008年，現已拆除）

龍潭收費站為臺灣國道三號曾存在的一座收費站，原址位於桃園縣龍潭鄉（今桃園市龍潭區）、國道三號72公里處，其樣式與47公里處的樹林收費站一樣，後稱為龍潭地磅站。部分站區現改建為高原交流道。

## 歷史
- 啟用於1993年9月15日。
- 1996年4月至1998年9月：與樹林收費站試辦自動投幣收費。
- 2013年12月30日，因取消計次收費改採里程計費而停止收費，站體全部拆除[1]。但仍保留過磅設施，後稱為龍潭地磅站。

## 外部鏈結
- 【歷史悠遊】20131222、20140112龍潭收費站拆除前後 （页面存档备份，存于）(萌芽悠遊網) （页面存档备份，存于）（繁體中文）
- 抗議政府片面封路，要求龍潭收費站便道盡速重新開放至龍潭第二交流道開通為止(網路連署)（繁體中文）